# Kolej szynowa
Kolej szynowa – rodzaj kolei, w której pojazdy (w tym przypadku szynowe) poruszają się po szynie lub po szynach (dwie szyny to tory).
Zasadniczo kolej szynową można podzielić na tradycyjną kolej żelazną (najbardziej powszechna) oraz na kolej jednoszynową.